# Пиргебули
Монастырь Пиргебули (груз. პირღებულის მონასტერი) — средневековый грузинский православный монастырь в долине реки Храми в грузинском крае Квемо-Картли. Датируемый концом XII или началом XIII века, монастырь состоит из нескольких сооружений разной степени сохранности. Главный храм представляет собой большую зальную церковь, снаружи богато украшенную декоративной резьбой по камню. В 2007 году монастырь был включён в список недвижимых культурных памятников национального значения Грузии.

## История
Монастырь Пиргебули расположен на левом берегу реки Храми в Тетрицкаройском муниципалитете края Квемо-Картли на юге Грузии, примерно в 3 км к юго-западу от Самшвилде, разрушенного средневекового города.
В надписях средневековым грузинским шрифтом асомтаврули, вырезанных на каменной плите на восточном фасаде, упоминаются «царица цариц Русудан» и настоятель Деметр. По всей видимости, имеется ввиду царица Русудан (годы правления 1222—1245) или другая Русудан — тётя царицы Тамары (годы правления 1184—1213). Князь Вахушти в своём «Житии Грузии» в 1745 году также сообщает, что Пирхебули, «большое здание, прекрасно обставленное», было построено по указу царицы Тамары. Монастырь упоминается в нескольких исторических документах XVII и XVIII веков; иные документальные упоминания неизвестны. В XVIII веке он служил усыпальницей местной знатной семьи Абашишвили, ветви рода Бараташвили. Здание систематически изучалось и реставрировалось в 2000-х годах.

## Описание
Главная церковь монастыря Пиргебули, посвященная Богородице, построена из местных базальтовых каменных блоков. Это зальный храм, северная стена которого прислонена к скале. Церковь была реконструирована несколько раз. Две придела, пристроенные с севера, сообщаются с центральной травеей. В середине XVII века епископ Тбилиси Елис Сагинашвили пристроил к южной стене притвор и усыпальницу, о чем говорится в грузинской надписи над дверным проёмом. Интерьер был когда-то оштукатурен и расписан фресками, но сохранились лишь незначительные фрагменты настенных росписей. Снаружи стены украшены резным каменным орнаментом. Стоящая рядом двухъярусная колокольня и отдельный дом архимандрита также датируются этим периодом. Комплекс также включает в себя руины трапезной, хозяйственные постройки, небольшую часовню и крепостную стену, а также высеченные в скале кельи.